# Bernard Quiriny
Bernard Quiriny, né le 27 juin 1978 à Bastogne, est un écrivain belge, docteur en droit, critique et professeur universitaire de droit à l'université de Bourgogne,.

## Biographie
Critique littéraire, Bernard Quiriny écrit pour la publication Chronic'art, dont il est le responsable des pages livres, et pour L'Opinion.
En 2008, il remporte le prix Marcel-Thiry, le prix Rossel et le Prix du Style pour Contes carnivores.
En 2013, il remporte le grand prix de l'Imaginaire de la meilleure nouvelle francophone pour son recueil Une collection très particulière.
Son œuvre, en particulier ses nouvelles, est souvent comparée aux nouvelles fantastiques de Jorge Luis Borges, d'Edgar Allan Poe et de Marcel Aymé.
Son œuvre est en partie traduite en italien : en 2014, il remporte le prix Salerno (it) Libro d'Europa pour La biblioteca di Gould, traduction d'Une collection très particulière.

## Œuvres
- L'Angoisse de la première phrase (nouvelles), Phébus, 2005
- Contes carnivores, éditions du Seuil (nouvelles), 2008
- Les Assoiffées, éditions du Seuil, 2010
- Une collection très particulière, éditions du Seuil, 2012[6],[7]
- Monsieur Spleen, notes sur Henri de Régnier suivi d'un Dictionnaire des maniaques, éditions du Seuil, 2013
- Le Village évanoui, Flammarion, 2014
- Histoires assassines (nouvelles), Rivages, 2015
- L'affaire Mayerling, Rivages, 2017
- Vies conjugales (nouvelles), Rivages, 2019
- Portrait du baron d'Handrax, Rivages, 2021
- Une beuverie pour toujours
- Nouvelles noctures, Rivages, 2025

## Prix et distinctions
- Prix littéraire de la Vocation 2005 pour L'Angoisse de la première phrase
- Prix Marcel-Thiry 2008 pour Contes carnivores
- Prix Victor-Rossel 2008 pour Contes carnivores
- Prix du Style 2008 pour Contes carnivores
- Sélection Prix Mauvais genres 2012 pour Une collection très particulière[8]
- Grand prix de l'Imaginaire 2013 pour Une collection très particulière
- Prix Premio Salerno Libro d'Europa 2014 pour (it) La biblioteca di Gould, traduction d' Une collection très particulière.